# (4558) Janesick
(4558) Janesick est un astéroïde de la ceinture principale aréocroiseur.

## Description
(4558) Janesick est un astéroïde aréocroiseur. Il présente une orbite caractérisée par un demi-grand axe de 2,20 UA, une excentricité de 0,36 et une inclinaison de 22,2° par rapport à l'écliptique.

## Compléments